# Molecular & Cellular Toxicology
Molecular & Cellular Toxicology, abgekürzt Mol. Cell. Toxicol., ist eine wissenschaftliche Fachzeitschrift, die von der südkoreanischen Society of Toxicogenomics & Toxicoproteomics veröffentlicht wird. Derzeit erscheint die Zeitschrift mit vier Ausgaben im Jahr. Es werden Arbeiten veröffentlicht, die sich mit der Interaktion zwischen dem zellulären Genom und Chemikalien in der Umwelt beschäftigen.